# Giuseppe Paternò (thạc sĩ)
Giuseppe Paternò (sinh năm 1923) là một cựu công nhân đường sắt, người nổi tiếng vì hoàn thành chương trình cử nhân chuyên ngành lịch sử và triết học năm 96 tuổi và tiếp tục hoàn thành chương trình bậc thạc sĩ năm 98 tuổi. Với việc hoàn thành chương trình cử nhân ở tuổi 96, ông được xem là cử nhân già nhất trong lịch sử châu Âu.

## Thân thế
Giuseppr Paternò sinh năm 1923 và lớn lên trong gia đình nghèo ở hòn đảo Sicilia, Ý trong giai đoạn đại khủng hoảng. Ông là anh cả trong gia đình có 7 anh chị em. Ông phải lao động khi còn nhỏ bằng việc phụ giúp cha mình tại một nhà máy bia ở Palermo. Khi còn nhỏ, ông chỉ được học các kiến thức cơ bản, sau đó tham gia hải quân và phục vụ trong Chiến tranh Thế giới thứ hai.
Vào tháng 7 năm 1943, khi quân Đồng Minh đổ bộ vào Sicilia, Paternò đang làm điện báo viên cho quân đội Ý ở Trapani. Sau chiến tranh, ông trở về làm nhân viên đường sắt. Trong thời gian đó, ông vẫn dành thời gian học và tốt nghiệp phổ thông ở tuổi 31 với tư cách là một nhân viên khảo sát xây dựng. Mặc dù rất thích nghiên cứu và sách báo nhưng vì nghèo nên ông đã không thể đi học tiếp.

## Học đại học và tốt nghiệp
Dưới sự khích lệ của con cháu, vào năm 2017, khi đã 93 tuổi, ông quyết định đăng ký học chuyên ngành Lịch sử và Triết học tại Đại học Palermo. Giuseppe Paternò đã hoàn thành bằng đại học về Lịch sử và Triết học với bằng xuất sắc hàng đầu của Đại học Palermo, Ý. Tại thời điểm tốt nghiệp đại học ở tuổi 96, ông được xem là cử nhân cao tuổi nhất nước Ý, thậm chí cao tuổi nhất châu Âu.
Sau cử nhân, ông cũng hoàn thành chương trình thạc sĩ ở tuổi 98. Ông đã hoàn thành khóa học 3 năm một cách đúng thời hạn với số điểm trung bình là 29,80.
Khi còn là một sinh viên, Giuseppe Paternò đã soạn các bài luận của mình trên chiếc máy đánh chữ thủ công mà mẹ ông đưa cho ông vào thời điểm ông nghỉ làm ở đường sắt vào năm 1984. Ông cũng tránh việc sử dụng Google để ủng hộ sách in và không bị cám dỗ bởi những bữa tiệc khuya của sinh viên.

## Đánh giá
Sau khi ông vượt qua kỳ kiểm tra bằng miệng cuối cùng vào tháng 6, giáo sư Xã hội học Francesca Rizzuto đã nói rằng: "Ông đúng là một tấm gương cho các sinh viên trẻ tuổi." Ngày 29 tháng 7 trong lễ tốt nghiệp, Giuseppi Paternò đã nhận được lời khen từ hiệu trưởng Đại học Palermo là ông Fabrizio Micari, cùng sự ủng hộ của gia đình, thầy cô giáo, và các bạn học trẻ hơn ông đến 70 tuổi. Một tờ báo đã nhận xét ông là "nguồn cảm hứng cho bất kỳ ai muốn quay trở lại con đường học vấn cao hơn".
Khi được hỏi về kế hoạch sau này, Giuseppe Paternò nói không định dừng lại sau khi tốt nghiệp. Ông mong muốn có thể viết một cuốn tiểu thuyết bằng máy đánh chữ - món quà ông nhận được từ người mẹ của mình vào năm 1984.